# Линия 3 (Барселонский метрополитен)
Линия 3 (кат. Linia 3,произн. Линиа Трэс) или зелёная линия Барселонского метрополитена — линия метрополитена, обслуживающая Барселону. Является старейшей линией барселонского метро. Первый участок, получивший название «Большого Метро» (кат. Gran Metrо), от станции «Каталунья» до «Лессепс» был открыт в 1924 году под руководством компании «Гран-Метрополита-де-Барселона».
В настоящее время маршрут линии проходит от конечных станций на ней: от «Зона Университариа» до «Тринитат Нова». Тоннели между станциями двухпутные. Депо линии находится в районе Сан-Жени (Валь д’Эброн). В настоящее время в состав линии входит 18.4 километров путей и 26 станций. Одна из двух линий Барселонского метрополитена, обслуживающих исключительно Барселону, и не обслуживающая её пригороды (вторая — линия 4).

## Общие характеристики
Линия 3 находится под управлением транспортного управления Барселоны (TMB). Линия полностью подземная, все тоннели между станциями двухпутные. Основное депо линии и мастерские находятся в районе Сан-Жени, за станцией Валь д'Эброн.
В настоящее время линия обслуживается поездами серии 2000R, 3000R и 5000. В прошлом обслуживались поездами серии 300 и 1100.

## Станции

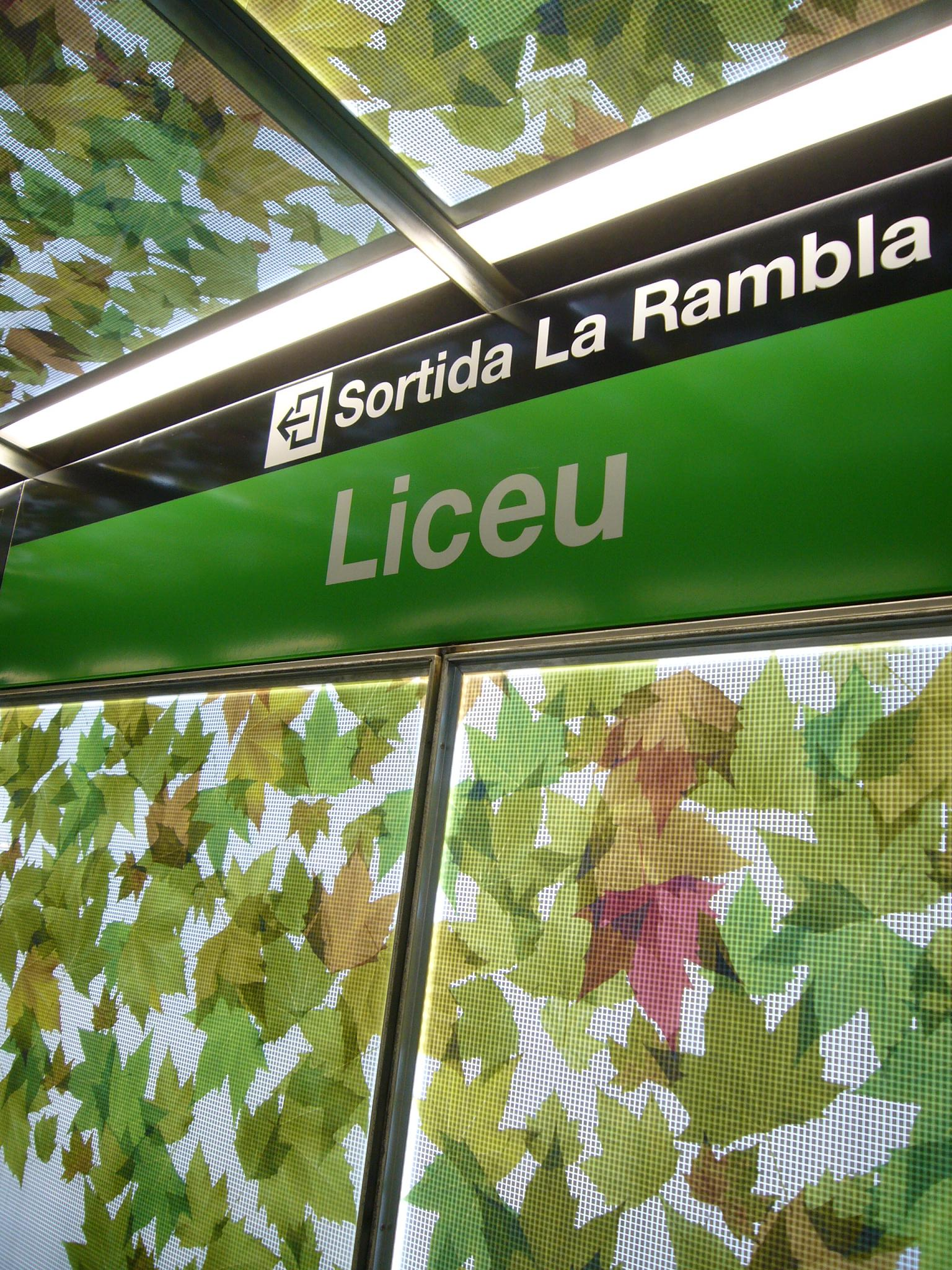
Оформление станции «Лисеу».

В основном, станции на линии имеют по две боковые платформы (на участке «Зона Университариа» — «Монбау»). Однако на новых участках от станции «Мундет» до «Тринитат Нова», станции имеют одну, островную платформу.
Большинство станций приспособлены для людей с ограниченными физическими возможностями, в частности, 92 % (24 из 26); за исключением станций «Испания» или «Валькарка». Двенадцать станций имеют пересадку на другие линии метро, а также трамваев и поездов, пригородных и региональных железных дорог.

### Список станций
| Станция                       | Пересадка на другие линии метро (при наличии таковой) | Пересадка на другой вид транспорта (при наличии таковой)                                                                      |
| ----------------------------- | ----------------------------------------------------- | --- |
| Сан-Фелиу                     | нет                                                   | Ж/д станция "Сан Фелиу де Льобрегат"                                                                                          |
| Эль Пла дель Бэнт             | нет                                                   | Трамбайчйч |
| Торребланка                   | нет                                                   | Трамбайч |
| Сан Жоан Деспи                | нет                                                   | Ж/д станция "Сан Жоан Деспи"                                                                                                  |
| Авинуда Барселона             | нет                                                   | Трамбайч |
| Оспиталь Комаркаль            | нет                                                   | нет |
| Сан Жуст Сэнтре               | нет                                                   | нет |
| Эсплужес Сэнтре               | нет                                                   | Трамбайч |
| Финэстрелес - Сан Жоан де Дэу | нет                                                   | нет |
| Зона Университариа            | Линия 9S Линия 10                                     | Трамбайч |
| Палау Рэйяль                  | нет                                                   | Трамбайч |
| Мария Кристина                | нет                                                   | Трамбайч |
| Лес-Кортс                     | нет                                                   | нет |
| Пласа-дель-Сэнтре             | нет                                                   | нет |
| Сантс-Эстасьо                 | Линия 5                                               | Выход к ж/д вокзалу Барселона-Сантс к поездам в аэропорт, пригородным, и дальнего следования                                  |
| Таррагона                     | нет                                                   | нет |
| Эспанья                       | Линия 1                                               | Переход на станцию "Пласа Эспанья" к поездам и маршрутам FGC                                                                  |
| Побле-Сэк                     | нет                                                   | нет |
| Парал-лэл                     | Линия 2 Фуникулёр на Монжуик                          | нет |
| Драссанэс                     | нет                                                   | нет |
| Лисэу                         | нет                                                   | нет |
| Каталунья                     | Линия 1                                               | Переход на: Станцию "Барселона-Пласа Каталунья" железных дорог сети RENFE Станцию "Пласа Каталунья" к поездам и маршрутам FGC |
| Пасеч-де-Грасиа               | Линия 2 Линия 4                                       | Переход на станцию "Барселона-Пасеч де Грасиа" железных дорог сети RENFE                                                      |
| Диагональ                     | Линия 5                                               | Переход на станцию "Провенсана" к поездам и маршрутам FGC                                                                     |
| Фунтана                       | нет                                                   | нет |
| Лессэпс                       | Линия 9 Линия 10                                      | нет |
| Валькарка                     | нет                                                   | нет |
| Пенитентс                     | нет                                                   | нет |
| Валь-д'Эброн                  | Линия 5                                               | нет |
| Монбау                        | нет                                                   | нет |
| Мундэт                        | нет                                                   | нет |
| Вальдаура                     | нет                                                   | нет |
| Каньелес                      | нет                                                   | нет |
| Рукетес                       | нет                                                   | нет |
| Тринитат Нова                 | Линия 4 Линия 11                                      | нет |
| Тринитат Вэлья                | Линия 1                                               | нет |

Курсивом отмечены строящиеся или перспективные станции.

## Хронология
- 1908: В городском совете Барселоны проведены георазведочные работы по улице Лайетана, начало строительства туннелей для будущей линии метрополитена.
- 1921: Учреждение управления Барселонским метрополитеном (GMB).
- 1924: Открытие Первой линии метро («Большое метро», кат. Gran Metro).
- 1925: Продление линии до станции «Лисэу», а также открытие на действующем перегоне "Араго" - "Лессэпс" станции "Фонтана".
- 1926: Открытие ответвления линии, названное Второй линией, через улицу Лайетана от станции «Араго» (ныне «Пасейч-де-Грасия») до «Жауме Прими».
- 1934: Вторую линию продлевают до станции «Корреус».
- 1946: Первую линию продлевают от «Лисеу» до станции «Ферран».
- 1952: городской Совет Барселоны одобрил приобретение совета для всех предприятий общественного транспорта города.
- 1961: GMB (ныне - TMB) приобретает Ferrocarril Metropolita de Barcelona, и две линии становятся единой линией 3.
- 1966: План развития метрополитена в 1966 году предложил создать линию 4 круглой, и передать участок через улицу Лайетана линии 3 от станции «Араго», до станции «Пасейч-де-Грасиа», и до станции «Корреус» линии 4.
- 1968: Закрытие навсегда станции «Ферран» и открытие станции «Атаразанас» (ныне «Драссанес»).
- 1970: Линия продлевается до станции «Пуэбло Сэко» (ныне «Параллель»).
- 1975: открытие линии III-B от «Парал-лэл» (Пуэбло Секо) до «Зона Университариа».
- 1982: Объединение линии III и III-Б в линию 3 (L3). Также, большинство станций переименовывается на каталонский с испанского в связи с принятием в 1982 году закона об особом статусе каталонского языка: Palacio — Palau Reial, Roma — Sants Estacio, Parlamento — Poble Sec, Pueblo Seco — Paral·lel, Atarazanes — Drassanes, Aragon — Passeig De Gracia, Diagonal — Pº Gracia — Diagonal.
- 1985: Линия продлевается от «Лессэпс» до «Монбау».
- 2001: Линия продлевается от «Монбау» до «Каньелес».
- 2002: Происходит замена электропитания на линии с контактного рельса на контактную сеть.
- 2008: Линия продлевается от «Каньелес» до «Тринитат Нова»; на последней осуществляется пересадка на линии 4 и 11.

## Перспективы
В данный момент идёт строительство участка в линии на юго-запад в пригород Барселоны Сан-Фелиу-де-Льобрегат, где будут открыты 9 станций, 4 из которых будут иметь пересадку на остановки трамвайной сети Трамбайч, и 3 - на железнодорожные станции.
Также, линия будет продлена в противоположном направлении до станции "Тринитат Велья", с организацией пересадки на одноимённую станцию линии 1.